# Joanna Fowler
Joanna Sigfred Fowler (* 9. August 1942) ist eine US-amerikanische Nuklearchemikerin am Brookhaven National Laboratory, Upton, New York und Professorin für Psychiatrie an der Mount Sinai School of Medicine und für Chemie und Biomedizinische Technik an der Stony Brook University, beide in New York City.

## Leben
Fowler erwarb 1964 an der University of South Florida in Tampa einen Bachelor in Chemie und 1967 bei John S. Meek mit der Arbeit Addition-elimination reactions of 1,2-di-p-toluenesulfonylethene an der University of Colorado einen Ph.D. in Chemie, bevor sie 1968 als Postdoktorandin an die University of East Anglia in Norwich ging. Seit 1969 ist sie am Brookhaven National Laboratory in Upton, New York, tätig, zunächst als Forschungsassistentin, zuletzt in leitender Funktion (Senior Chemist). Seit 2006 ist sie zusätzlich Professorin für Psychiatrie an der Mount Sinai School of Medicine in New York City. Außerdem hat sie eine Professur für Chemie und Biomedizinische Technik an der Stony Brook University – ebenfalls in New York City – inne.

## Wirken
Fowler hat bei der Entwicklung und Anwendung von Positronen-emittierenden nuklearmedizinischen Tracern zur Darstellung des Gehirns in der Positronen-Emissions-Tomographie Pionierarbeit geleistet. 1976 war sie an der Entwicklung der 18F-Fluordesoxyglucose mit Alfred P. Wolf beteiligt. Durch Fowlers translationale Anwendungen in den Neurowissenschaften konnte das Verständnis der Hirnfunktion des Menschen grundlegend verbessert werden. Fowler untersuchte besonders Veränderungen der Hirnfunktion während des Alterns und bei verschiedenen Störungen wie Drogenabhängigkeit oder Aufmerksamkeitsdefizit-/Hyperaktivitätsstörung (ADHS).

## Auszeichnungen (Auswahl)
- 1998 Ernest-Orlando-Lawrence-Preis[2]
- 1998 Garvan-Olin-Medaille[3]
- 2002 Glenn T. Seaborg Award for Nuclear Chemistry der American Chemical Society[4]
- 2003 Mitglied der National Academy of Sciences[5]
- 2008 National Medal of Science[6][7]
- 2009 NAS Award in Chemical Sciences[8]
- 2011 Distinguished Women in Chemistry/Chemical Engineering Award der American Chemical Society[9]